# Peach Springs
Peach Springs ist ein Census-designated place im Mohave County im US-Bundesstaat Arizona. Das U.S. Census Bureau hat bei der Volkszählung 2020 eine Einwohnerzahl von 1.098 ermittelt.
Das Dorf liegt in der Nähe vom Coconino County und Yavapai County. Peach Springs wird von der Arizona State Route 66 tangiert. Peach Springs hat eine Fläche von 17,9 km². Die Bevölkerungsdichte liegt bei 62 Einwohnern pro km².
Die Stadt ist die einzige Siedlung im Hualapai-Indianerreservat und der Hauptort des Volkes.

## Trivia
Die Stadt Peach Springs war die Inspiration für die fiktive Stadt Radiator Springs im Film Cars.